# 野村訓市
野村 訓市（のむら くんいち、1973年4月10日 - ）は日本のマルチクリエイター、ライター、インテリアデザイナー、俳優、ラジオパーソナリティである。

## 略歴
幼稚園から高校まで学習院に在籍し、同高等科在籍中にアメリカテキサス州へ留学。慶應義塾大学総合政策学部卒業。大学卒業後は世界各国を旅をする。
帰国後のバイト先で黒崎輝男（イデー（IDÉE）創始者）と出会い、1999年に辻堂海岸にて海の家「sputnik」をプロデュース。2004年に店舗設計を手掛ける事務所「TRIPSTER」を設立した。
2008年10月1日にモデルの佐田真由美と結婚。2009年4月に第1子女児、2010年11月に第2子女児が誕生した。
姉は料理研究家の野村友里。

## 出演・著書

### 映画
- ロスト・イン・トランスレーション（2003年）
- グランド・ブダペスト・ホテル（2014年）
- 犬ヶ島（2018年）- 小林市長（声の出演）

### CM
- キューピーマヨネーズ（「コリアンダー篇」「バジル篇」「ローズマリー篇」ナレーション）

### ラジオ
すべてJ-WAVE
- TUDOR TRAVELLING WITHOUT MOVING（2014年10月5日 - ）
- J-WAVE YEAR END SPECIAL TUDOR CLOSING TIME（2019年12月31日 - ・年末特番）

### 著書
- sputnik : whole life catalogue（インタビュー集）

### 雑誌
- BRUTUS

## 参照・脚注
1. ↑  “世界中から仕事が集まる「野村訓市」とは一体何者なのか？”. Forbes JAPAN（フォーブス ジャパン） (2019年9月22日). 2021年8月20日閲覧。
2. ↑  “佐田真由美 モデル歴30年以上も娘たちには「オススメしない　毎日、明日がないというか」”. スポニチ (2017年5月11日). 2020年5月12日閲覧。
3. ↑  ブルータス, カーサ (2015年5月22日). “母・紘子さんからニッポンの娘たちへ！ 伝えたい味ともてなす心。”. カーサ ブルータス Casa BRUTUS. 2021年8月20日閲覧。